# Алешня (Новгородская область)
Алешня — деревня в Холмском районе Новгородской области, входит в Морховское сельское поселение. Площадь территории относящейся к деревне — 7 га.
Деревня расположена близ устья реки Алешня (приток Куньи), на высоте 60 м над уровнем моря, к северу от деревни Шершнево и к югу от деревни Орлово.

## История
Алешня до августа 1927 года — деревня Холмского уезда Псковской губернии, затем, после упразднения Псковской губернии, в составе Зайцевского сельсовета вновь образованного Холмского района Великолукского округа Ленинградской области. С ноября 1928 года деревня центр Алешенского сельсовета, население деревни 1928 году — 190 человек. С июня 1929 года в составе Западной области.
30 июля 1930 года Великолукский округ был упразднён. С конца января район 1935 года в составе Калининской области, с 5 июля 1944 года Холмский район в составе Новгородской области, с 22 августа 1944 года в составе Великолукской области, затем 2 октября 1957 года Холмский район вошёл в состав Псковской области, а Указом Президиума ВС РСФСР от 29 июня 1958 года из Псковской области передан в состав Новгородской области.
До муниципальной реформы деревня входила в состав Медовского сельсовета Холмского района.